# Diederik Boer
Diederik Boer (ur. 24 września 1980 w Emmeloord) − holenderski piłkarz grający na pozycji bramkarza w klubie PEC Zwolle.
Boer w dzieciństwie stracił jeden palec u ręki.